# De La Soul
De La Soul é um grupo americano de hip hop formado em 1987 em Long Island, New York. São conhecidos pelo uso eclético dos samples, letras bem-humoradas, e sua contribuição na evolução e fusão entre hip-hop e jazz e o hip hop alternativo. Até fevereiro de 2023, os membros eram Kelvin Mercer (Posdnuos, Mercenary, Plug Wonder Why, Plug One), David Jude Jolicoeur (Trugoy the Dove, Dave, Plug Two) e Vincent Mason (P.A. Pasemaster Mase, Maseo, Plug Three). David Jolicoeur morreu nesse mesmo mês. Os três formaram o grupo no colégio e chamaram a atenção do produtor Paul Huston (Prince Paul) com uma demo tape da canção "Plug Tunin'". Diversas vezes se referiam a Prince Paul como Plug Four. O nome "Plug" em cada nome é associado a como o microfone de cada membro estava etiquetado na mesa de som. Posdnuos era sempre ligado ao "plug" um, Trugoy era ligado ao "plug" dois, etc.
Com inovador uso de samples, skits engraçados, o álbum de estreia da banda, 3 Feet High and Rising, foi classificado como uma obra-prima do hip-hop. É também o maior sucesso comercial do grupo até o momento, com seus álbuns subsequentes vendendo progressivamente menos, embora recebendo adoração por parte dos críticos. Para se medir o apelo de 3 Feet High and Rising, vale citar o fato que foi votado Álbum do Ano pela revista NME, uma publicação notadamente feita para o rock and roll, e que em 2010 entrou em 2010 no Registro Nacional de Gravações da Biblioteca do Congresso dos Estados Unidos pela sua relevância histórica. De La Soul tem influenciado um grande número de artistas de hip hop, como Camp Lo, Black Eyed Peas e Digable Planets.

## História

### 3 Feet High and Rising
O álbum de estreia do De La Soul, 3 Feet High and Rising, lançado em 1989, mas disponível em agosto de 1988 na Alemanha, foi um sucesso de crítica. Se tornaram membros do Native Tongues Posse juntamente com A Tribe Called Quest, Black Sheep, Queen Latifah, The Jungle Brothers e outros.
O single "Me Myself and I" se tornou um grande sucesso. Entretanto, o grupo pop dos anos 60 The Turtles processou o De La Soul por samplear o sucesso de 1969 "You Showed Me" na faixa "Transmitting Live from Mars", apesar do fato do grupo The Turtles não ter escrito a canção original.
As letras de 3 Feet High and Rising focavam na busca por paz e harmonia — uma mensagem que aos poucos se esvaiu da comunidade rap no final dos anos 80. 3 Feet High and Rising também apresentou o conceito criado pelo grupo do chamado "D.A.I.S.Y. Age" ("era das margaridas") (um acrônimo de "da inner sound, y'all"). Como resultado, alguns rapidamente começaram a classificar os membros do grupo como uma espécia de hippie. O estereótipo mexeu com o grupo, que sempre teve uma constante mudança de estilo; este frustração influenciaria o próximo álbum do grupo. No press kit de 3 Feet High and Rising, os membros explicaram seus pseudônimos: Trugoy ao contrário se lê yogurt, porque gostava de iogurte, e Posdnuos ao contrário se lê "sounds op".

### De La Soul Is Dead
O segundo álbum de De La Soul, De La Soul Is Dead (1991) foi um álbum mais maduro. As letras criticavam a violência e a direção que o hip hop estava tomando na época, isso tudo com muito bom humor.
A capa do álbum mostra um vaso de margaridas quebrado, simbolizando a morte da "D.A.I.S.Y. Age". O álbum teve vários singles, incluindo a obscura "Millie Pulled a Pistol on Santa/Keepin' the Faith", um conto de uma garota que não aguenta mais o abuso sexual de seu pai, e o single principal "Ring Ring Ring (Ha Ha Hey)", a estória de pessoas que tentaram usar a fama recente do De La Soul para lançar suas próprias carreiras.
Colaboraram com Black Sheep em "Fanatic of the B Word," Q-Tip do A Tribe Called Quest em "A Roller Skating Jam Named "Saturdays"" e Prince Paul aparece em "Pass the Plugs" com seu próprio verso. O álbum também mostra o DJ do grupo Maseo mais como um rapper, fazendo rap nas faixas "Bitties in the BK Lounge", "Afro Connections at a Hi-5", e "Ring Ring Ring (Ha Ha Hey)".
O disco foi recebido com críticas e elogios e não vendeu tão bem quanto o disco anterior, 3 Feet High and Rising. Se tornou um clássico cultuado e é reconhecido como um álbum que não recebeu a devida atenção na época. A revista Source listou o álbum como um dos top 100 álbuns de hip hop de todos os tempos, afirmando que é de uma "pura genialidade e raramente entendido". Existem diferenças entre a versão em CD e a versão em vinil. As faixas "Johnny's Dead AKA Vincent Mason", "My Brother's a Basehead", "Kicked Out the House" e "Who Do U Worship?" estão somente disponíveis em CD.
Em 2002, a canção "Oodles of O's" esteve na trilha-sonora do jogo Tony Hawk's Pro Skater 4.

### Buhloone Mindstate
Buhloone Mindstate de 1993 viu o grupo desenvolver um novo som e oficializar sua posição como principal expoente do chamado hip hop alternativo. "I Be Blowin'" é uma faixa instrumental com saxofone tocado pelo lendário Maceo Parker. A introspectiva "I Am I Be" fala da filha de Pos Ayana Monet, assim como sua avó. "Long Island Wildin'" tem a colaboração do rapper japonês Kan Takagi (Major Force) e do trio Scha Dara Parr (SDP). O primeiro single do álbum, "Breakadawn", usou um sample de "I Can't Help It", de Michael Jackson. De La Soul contou ainda com a colaboração de Guru,do Gang Starr, em "Patti Dooke." A rapper feminina MC Shortie No Mas, uma sobrinha de Posdnuos, participou em muitas faixas do álbum. O álbum termina com a colaboração de Biz Markie em "Stone Age". A voz de Mase só pode ser ouvida em "Area", próxima ao fim da faixa. Também os scratches do DJ não aparecem com a mesma frequência como nos álbuns anteriores. O álbum foi um sucesso de crítica, mas foi o maior fracasso comercial do grupo até então. Apesar disso, muitas publicações, como a Rolling Stone, listaram este álbum como um dos melhores álbuns de hip hop de de todos os tempos.
Em 1993, De La Soul se juntou ao Teenage Fanclub para a trilha sonora do filme Judgment Night, na faixa "Fallin'".
Em 1994, 500 cópias do EP promocional Clear Lake Audiotorium foram lançadas em vinil e CD. O EP, com 6 faixas, continha versões editadas de faixas de Buhloone Mindstate e também acrescentava as faixas "Sh.Fe.MC's" (Shocking Female MC's), com A Tribe Called Quest e "Stix & Stonz", que contava com a aparticipação de artistas da chamada era de ouro do hip hop: Grandmaster Caz, Tito dos Fearless Four, Whipper Whip, LA Sunshine e Superstar. O EP foi largamente pirateado.
Em 2000, a canção "Area" fez parte da trilha sonora do filme Boiler Room.

### Stakes Is High

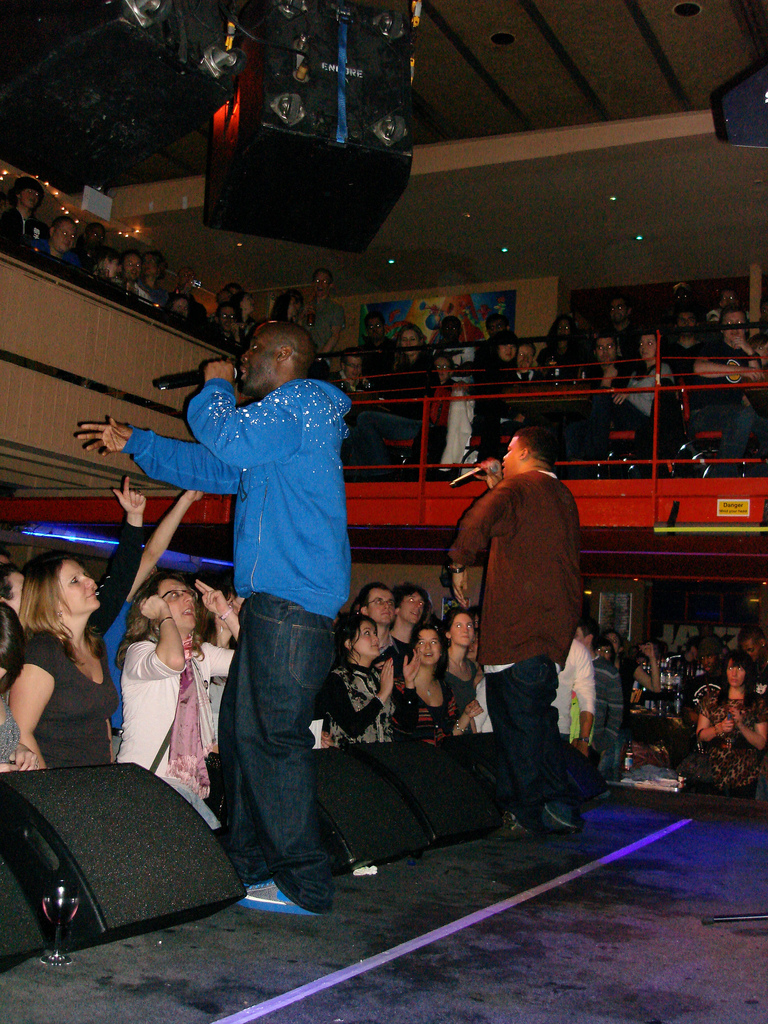
De La Soul ao vivo em Londres, Inglaterra.

Stakes Is High de 1996 foi o primeiro álbum não produzido por Prince Paul, com os créditos de produção compatilhados com Spearhead X, Skeff Anselm, O. Gee e Jay Dee. Novamente teve críticas diversas e vendas fracas. A faixa título foi o primeiro single, produzido por Jay Dee, não alcançou sucesso, mas o segundo single, "Itsoweezee (HOT)", com apenas Dave nos vocais, fez sucesso, em parte por seu criativo vídeo. O terceiro single, "4 More", apresentando Zhane, atingiu número 52 no Reino Unido. O álbum tinha ainda a participação do futuro rapper e ator Mos Def, na faixa "Big Brother Beat."

### Art Official Intelligence
Quatro anos mais tarde, De La Soul anunciou que lançariam uma série de três álbuns chamados "Art Official Intelligence" (ou AOI). Pretendiam lançar todos os três discos em um período de um ano, começando com Art Official Intelligence: Mosaic Thump. Este foi seguido por AOI: Bionix no final de 2001. Depois deste, entretanto, o público não viu o terceiro álbum da série. Nos próximos dois anos, os únicos lançamentos do grupo foram singles e compilações com remixes. Jolicœur (Dave) afirmou que normalmente levava quatro anos para o grupo gravar um álbum, promovê-lo e sair em turnê. O grupo ainda lutava com sua ex-gravadora, a Tommy Boy Records, que lançava seus discos desde o primeiro álbum.

### TheGrind Date
Em 2004, De La Soul lançou o novo álbum: The Grind Date pela Sanctuary/BMG Records devido à joint venture entre Tommy Boy e Warner Bros. Records ter sido terminada e o contrato do grupo foi jogado para outros selos da WEA. A banda pensou em ter seu contrato absorvido pela Elektra Records, mas decidiu deixar também a WEA. Embora não fora o terceiro álbum da série AOI que os fãs esperavam, o álbum foi aclamado pela crítica e bem recebido pelos fãs. O álbum tem como convidados MF Doom, Ghostface Killah, Butta Verses e Flavor Flav, com produção de 9th Wonder, Jake One, Boomfy!!, Madlib e outros. O single foi "Shopping Bags (She Got from You)".

### Após 2004
Em 2005, De La Soul colaborou com os Gorillaz em seu single "Feel Good Inc.", que venceu o Grammy na categoria Grammy Award para Melhor Colaboração Pop Com Vocais, após ser indicado em três categorias. De La Soul também apareceu no single "Universal" do grupo de rap cristão LA Symphony e Posdnuos colaborou com o rapper português Boss AC na faixa "Yo (Não Brinques Com Esta Merda)".
Em 2006, De La lançou uma mixtape de novas e velhas canções, chamada The Impossible: Mission TV Series - Pt. 1, na própria gravadora do grupo, AOI Records.
Em 2008, o grupo se juntou a A Tribe Called Quest, Nas, The Pharcyde e outros na turnê anual Rock The Bells.
De La Soul foi homenageado na quinta edição do VH1 Hip Hop Honors em 6 de outubro de 2008.
No final de 2008, colaboraram com Dan Le Sac Vs Scroobius Pip no single de estreia da dupla, "Thou Shalt Always Kill"

### Are You In?
De La Soul e Nike lançaram Are You In?: Nike+ Original Run, que foi o primeiro álbum com material inédito desde The Impossible: Mission TV Series - Pt. 1. O álbum tem apresenta Raheem DeVaughn bem como a produção do duo de Chicago Flosstradamus. O disco tem apenas uma faixa de 44 minutos e 17 segundos e foi disponibilizado somente pelo iTunes. É parte da série "Nike+ Sport Music", disponível em sua loja online. Are You In? tinha como data de lançamento para 28 de abril de 2009, mas não foi lançado devido a questões técnicas. O álbum foi imaginado para ser ouvido durante uma corrida e apresenta 10 "faixas" dentro de um mix contínuo.

### You're Welcomee outros lançamentos
Em fevereiro de 2014, De La Soul colocou todo seu catálogo antes do álbum Grind Date para download gratuito através de sua página oficial. Logo depois anunciaram as datas de lançamentos de seus novos projetos: um novo álbum chamado You're Welcome, uma mixtape, Smell the Da.I.S.Y., produzido inteiramente por J Dilla, e um novo EP, de nome Premium Soul on the Rocks, a ser produzido por DJ Premier e Pete Rock.

## Discografia
- 3 Feet High and Rising (1989)
- De La Soul Is Dead (1991)
- Buhloone Mindstate (1993)
- Stakes Is High (1996)
- Art Official Intelligence: Mosaic Thump (2000)
- AOI: Bionix (2001)
- The Grind Date (2004)
- Are You In?: Nike+ Original Run (2009)
- Smell The D.E.I.S.Y. (2011)
- Plug 1 & Plug 2 Present... First Serve (2012)
- and the Anonymous Nobody... (2016)